# Pavel Sjuvalov (1776–1823)
Pavel Andrejevitj Sjuvalov (ryska: Павел Андреевич Шувалов), född 21 maj (g.s.) / 1 juni (n.s.) 1776, död 1 december 1823 i Sankt Petersburg, var en rysk adelsman och militär.
Sjuvalov deltog under Aleksandr Suvorov i striderna i Polen och Italien samt avancerade vid 25 års ålder till generalmajor. Han utmärkte sig sedan i finska kriget 1809, då han genom en djärv marsch trängde in i Sverige och vid Skellefteå kringrände och tillfångatog en mindre svensk truppstyrka under överstelöjtnant Johan Henrik Furumark. För denna bedrift utnämndes han till generallöjtnant och tsarens generaladjutant.  
År 1813 avslöt Sjuvalov vapenstilleståndet i Neumark. Efter de allierades intåg i Paris erhöll han uppdrag att ledsaga kejsarinnan Marie-Louise till Österrike och föra Napoleon I till Fréjus.